# Medalhão de Wedgwood

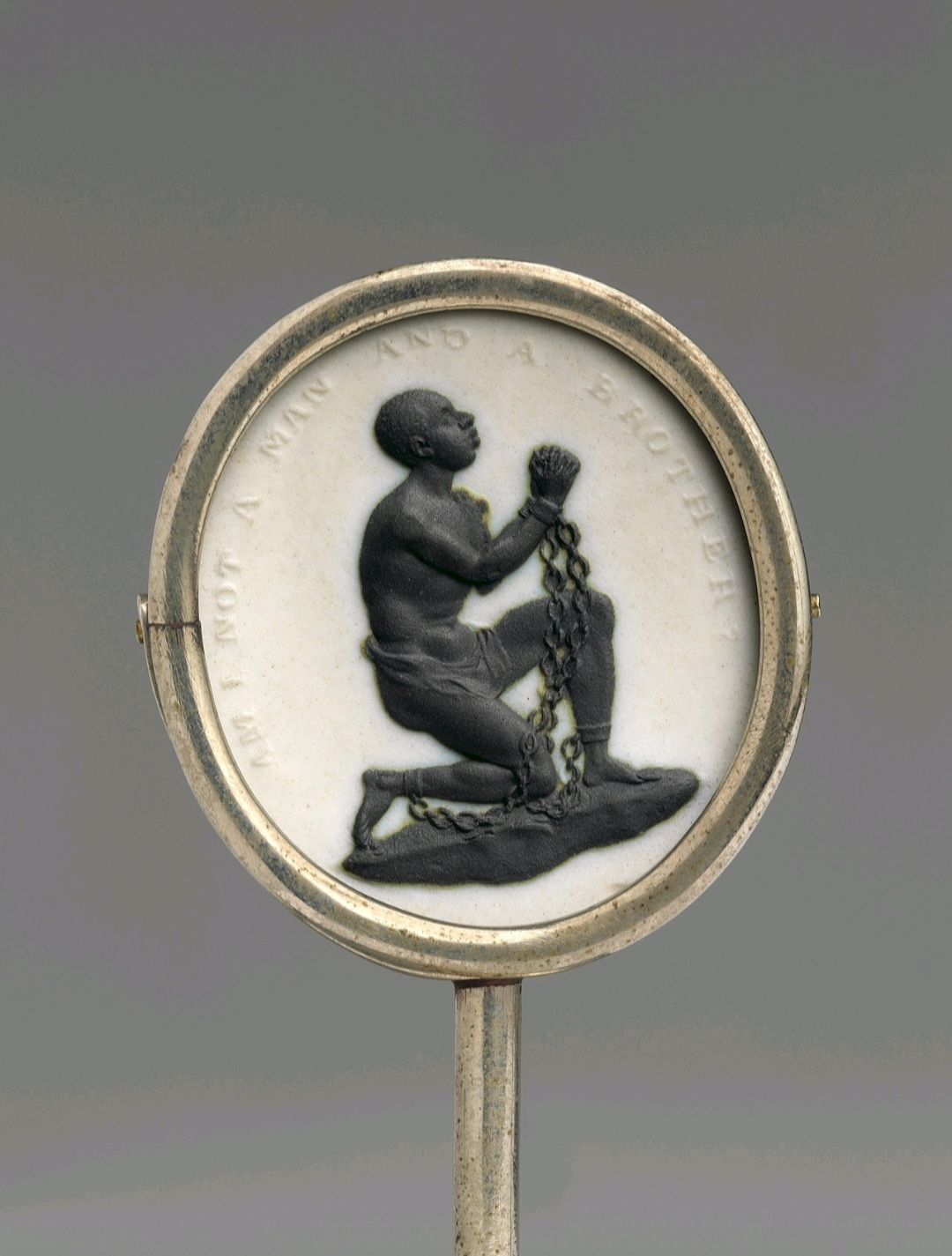
O medlhão de Wedgwood em exposição no museu metropolitano da arte

O Medalhão de Wedgwood é o primeiro medalhão contra escravidão. Um símbolo abolicionista produzido e distribuído por William Hackwood e Josiah Wedgwood em 1787 como parte da propaganda contra escravidão do grupo de filósofos, designers e arquitetos, do Comitê para a abolição do tráfico negreiro, que tinha como fundador Thomas Clarkson. O medalhão utiliza  a imagem de um homem negro, de joelhos acorrentado com suas mãos para o céu; enquanto ao seu redor está escrita a frase "Eu não sou um homem ou um irmão?".
A figura no centro do medalhão teve seu design composto por William Hackwood com o envolvimento de Wedgwood.E sendo massivamente distribuída nos Estados Unidos e Grã-Bretanha não só como um medalhão mas também como braceletes, pingentes e se tornando assim um símbolo fashion do movimento pró abolição Britânico e fazendo com que essa figura se tornasse a imagem de um homem negro mais famosa do século XVIII.

## Origem
No dia 5 de julho de 1787, o grupo Sociedade para o efeito da abolição do tráfico negreiro resolveu desenvolver um símbolo para a causa no qual lutavam. A sociedade solicitou a ajuda de Josiah Wedgwood. No dia 16 de outubro de 1787 um design feito por Henry Webber foi apresentado para o Comitê da sociedade. Sobre o Design, em específico sua procedência não é totalmente exata. alguns livros e artigos dão o mérito do Design que retrata um homem negro escravizado e do lema "Eu não sou um homem ou irmão", para Henry Webber com a ajuda de Josiah Wedgwood e William Hackwood, no processo de criação de outros formatos da figura do medalhão como transformar a imagem em um escultura, porém outros artigos afirmam que quem criou de fato o Design da figura emblemática do medalhão foi William Hackwood em colaboração de Wedgwood. A única certeza no processo de criação foi a participação de Wedgwood, de acordo com Mary Guyatt apesar de Wedgwood está envolvido em produções que claramente prestavam suporte e faziam a manutenção de todo esse sistema de tráfico negreiro pelo transatlântico "É justo sugerir que (Wedgwood) teve uma certa influência sobre o resultado final do Design".

### Material
A primeira técnica utilizada para conceber o medalhão foi a técnica em Jasperware preto e branco, cujo criador também era Josiah Wedgwood. Como o medalhão foi produzido em uma escala macroscópica, outros materiais foram utilizados para diferentes tipos de novos produtos provenientes do medalhão e também para viabilizar a distribuição do mesmo, alguns desses materiais foram vidro, argila queimada e metal.

#### Interpretações
Na imagem é possível ver um homem negro de joelhos implorando para seu mestre, ou talvez para Deus em um período onde muitos escravos foram convertidos ao cristianismo. A pergunta retórica " Eu não sou um homem ou um irmão" para muitos historiadores é interpretada como o lugar de pessoas negras no mundo, não como pessoas escravizadas mas sim como seres humanos. 

Interpretações recentes destacam que a imagem de um homem negro de joelhos quase desumanizado e em uma perspectiva de fraqueza e submissão, apesar de naquele período ter tido uma eficácia para causa abolicionista, porém já era uma posição de deferência e fraqueza que uma sociedade branca estava habituada a ver de uma pessoa negra. Mary Guyatt destaca que: 
Não apenas o escravo é retratado em uma postura fraca, suplicando de joelhos dobrados e castrado por suas correntes, mas está implícito que seu apelo é dirigido à sociedade branca, bem como ao céu. E como a súplica exige que se estabeleça uma hierarquia de poder, o escravo é claramente a parte submissa, um objeto não ameaçador cujo objetivo é despertar a piedade nos corações dos potenciais convertidos à causa abolicionista. De fato, Wedgwood, ao sugerir que uma xilogravura do mesmo escravo fosse usada para introduzir um panfleto da Sociedade, descreveu-o como uma "figura patética" que "aumentaria um pouco seu efeito.

## Comitê para abolição do tráfico negreiro
O Comitê foi fundado em 1787 por Thomas Clarkson, e era composto por cientistas, empreendedores, designers, filósofos, poetas e arquitetos que tinham como ideal a abolição da escravidão e o fim do tráfico negreiro pelo transatlântico. A missão principal da sociedade era informar a população sobre o tratamento desumano e imoral que Africanos escravizados sofriam em decorrência da escravidão.
  

Parte da campanha contra o escravagismo era a publicação de livros pró abolição, posters, cartas e panfletos. E com esse intuito foi a criado o Medalhão de Wedgwood. A campanha foi sucedida em questão de alcance e fez com que o medalhão de se tornasse a imagem de um homem negro mais famosa do século XVIII. Segundo Clarkson: 

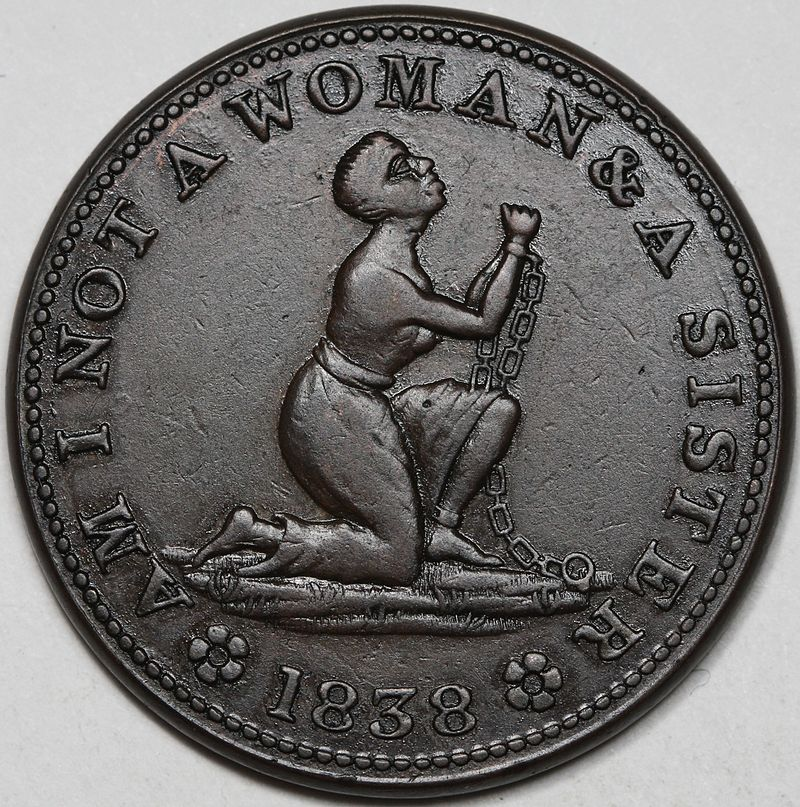
Uma moeda produzida pela sociedade antiesclavagista da América com uma mudança no Design, agora ao invés de um homem há uma mulher

Mulheres os usavam em braceletes, e outros os usavam de maneira ornamental como grampos para seus cabelos. Por fim, generalizou-se o gosto por usá-los e, assim, a moda, que geralmente se limita a coisas sem valor, foi vista pela primeira vez no honroso ofício de promover a causa da justiça, da humanidade e da liberdade 

## Distribuição
No ano de 1790, milhares de medalhões foram distribuídos, porém com formatos e moldes diferentes que nem sempre refletiam a imagem completa e nem todos tinham a mesma precisão em detalhamento/ricos em detalhes. Alguns foram largamente distribuídos e simplificados em uma versão de duas cores em Jasper, produzidos por Wedgwood.

Uma parcela dos medalhões foram enviados a Thomas Clarkson assim como também para Benjamin Franklin nos Estados Unidosque escreve para Wedgwood: 
Estou convencido de que[o medalhão] pode ter o mesmo efeito do que o melhor panfleto escrito a favor dessas pessoas oprimidas 
Os medalhões também eram compartilhados em reuniões do comitê abolicionista, em tavernas, eventos privados mas a chave do seu sucesso foi a distribuição em outros formatos como pingentes, braceletes, broches, brincos que eram comercialmente disponibilizados nos Estados unidos. Alguns historiadores afirmam que Wedgwood financiou o custo da produção e distribuição.

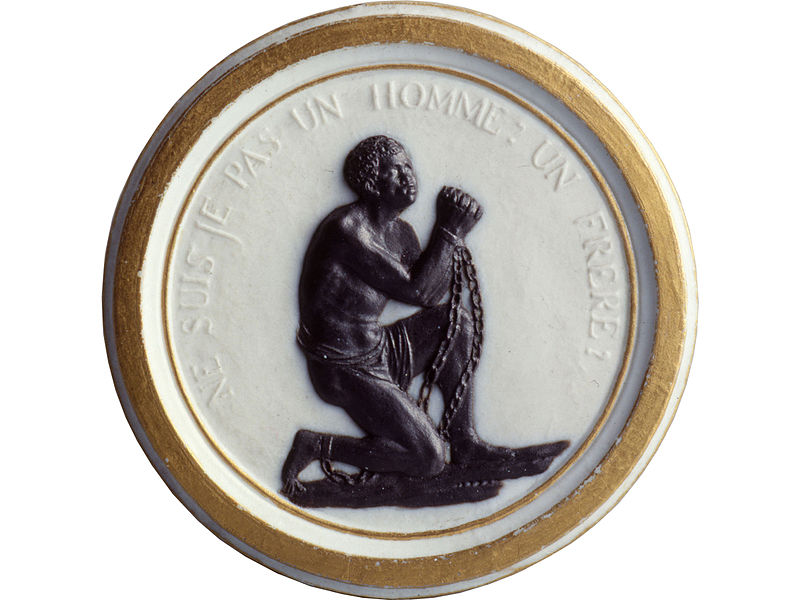
Versão francesa do medalhão produzido em 1789 em Sévres

## Legado
Em 1827, com a influência do medalhão de Wedgwood, foi produzido o Design de outro medalhão, agora no centro da figura havia uma mulher escravizada, de joelhos fazendo súplicas para Deus enquanto segura suas correntes. Essa imagem foi um símbolo emblemático pois foi usada por mulheres britânicas que não só lutavam contra a escravidão no século 19 mas também para ter voz assim como os homens.

## Ligações Externas
- Medalhão Anti-escravidão Wedgwood
- História como fonte artística
- Reconhecendo estereótipos racistas
- Creamware e Queensware
- Açúcar e a escravidão